# Masako Chiba
Masako Chiba (jap. 千葉 真子, Chiba Masako; * 18. Juli 1976 in Uji) ist eine ehemalige japanische Langstreckenläuferin.
1996 stellte sie mit 31:44 den aktuellen japanischen Rekord im 10-km-Straßenlauf auf; im selben Jahr belegte sie bei den Olympischen Sommerspielen in Atlanta den fünften Platz im 10.000-Meter-Lauf. Bei den Leichtathletik-Weltmeisterschaften 1997 in Athen wurde sie beim 10.000-Meter-Lauf in 31:41,93 Dritte hinter Sally Barsosio (KEN) und Fernanda Ribeiro (POR).
1999 stellte sie mit 1:09:27 einen japanischen Rekord im Halbmarathon auf. Danach spezialisierte sie sich auf die Marathonstrecke, wurde im selben Jahr Fünfte beim Tokyo International Women’s Marathon und siegte 2001 beim Hokkaidō-Marathon.
Beim Marathon den Leichtathletik-Weltmeisterschaften 2003 in Paris wurde sie in 2:25:08 Dritte hinter Catherine Ndereba (KEN) und ihrer Landsfrau Mizuki Noguchi, nachdem sie zuvor in diesem Jahr als Zweite beim Osaka Women’s Marathon mit 2:21:45 ihre persönliche Bestzeit aufgestellt hatte.
2004 wurde sie wieder Zweite in Osaka, stellte mit 49:03 den aktuellen japanischen Rekord über 15 km auf, gewann den Hokkaidō-Marathon und wurde Vierte beim Tokyo International Women’s Marathon.
2005 siegte sie zum dritten Mal beim Hokkaidō-Marathon, diesmal mit dem Streckenrekord von 2:25:46, und wurde Dritte beim Chicago-Marathon. Im Jahr darauf zog sie sich vom Leistungssport zurück.